# En märklig affär
En märklig affär är en roman av Peter Robinson, utgiven i Storbritannien år 2005. Engelska originalets titel är Strange Affair. Jan Malmsjö översatte romanen till svenska 2005. Romanen är den femtonde i serien om kommissarie Banks.

## Handling
Kommissarie Banks är ännu i dålig form efter att hans hem har brunnit ned och har varit sjukskriven en länge tid. Han väcks ur sin apati då brodern Roy, som han ofta bara träffar sporadiskt, hör av sig och vill träffas i vad som verkar vara ett mycket angeläget ärende. Banks åker ned till London, där hans bror bor, men denne är försvunnen och har lämnat sin luxuösa villa olåst. Brodern Roy är framgångsrik affärsman och Banks börjar nu nysta i den händelsekedja som lett till broderns försvinnande. Samtidigt undersöker Annie Cabbot det mystiska mordet på en ung kvinna, som hittats skjuten i sin bil vid vägkanten vilket visar sig ha en koppling till Roy Banks försvinnande. Jämte Annie får den karibiska inspektören Winsome Jackson och den duglige men väldigt osympatiske inspektören Kevin Templeton ett större utrymme i handlingen.